# Langxiang
Langxiang (kinesiska: 朗乡, 朗乡镇) är en köpinghuvudort i Kina. Den ligger i provinsen Heilongjiang, i den nordöstra delen av landet, omkring 220 kilometer nordost om provinshuvudstaden Harbin. Antalet invånare är 45 455. Befolkningen består av 23 277 kvinnor och 22 178 män. Barn under 15 år utgör 9,0 %, vuxna 15-64 år 76 %, och äldre över 65 år 13,0 %.
Runt Langxiang är det ganska tätbefolkat, med 54 invånare per kvadratkilometer. Langxiang är det största samhället i trakten. I omgivningarna runt Langxiang växer i huvudsak blandskog.
Genomsnittlig årsnederbörd är 935 millimeter. Den regnigaste månaden är juli, med i genomsnitt 218 mm nederbörd, och den torraste är februari, med 10 mm nederbörd.